# La leyenda del indomable
La leyenda del indomable (título original en inglés: Cool Hand Luke) es una película dramática estadounidense de 1967 dirigida por Stuart Rosenberg, con Paul Newman, George Kennedy y Strother Martin como actores principales. Está basada en la novela homónima de 1965 escrita por Donn Pearce.
La película fue candidata a cuatro Premios Óscar: al mejor actor (Paul Newman, quien perdió contra Rod Steiger por In the Heat of the Night), al mejor actor de reparto (George Kennedy, en el papel que lo hizo famoso), al mejor guion adaptado (Donn Pearce y Frank R. Pierson) y a la mejor música original (Lalo Schifrin). Por su trabajo en la película, Kennedy resultó ganador del Oscar al mejor actor secundario y del Premio Golden Laurel 1968 al Mejor actor. La película fue archivada en el Registro Nacional de Filmes (National Film Registry) de la Biblioteca del Congreso de Estados Unidos, uno de los méritos más importantes que puede lograr una cinta en este país.

## Sinopsis
Luke (Paul Newman) es un prisionero de la penitenciaría de Florida, a causa de una sentencia por haber arrancado los parquímetros en una noche de borrachera. La tozudez de Luke ante los castigos de los responsables de la prisión hace que se convierta en pocos meses en el ídolo del resto de los presidiarios, mientras busca la manera de escapar.

## Reparto
- Paul Newman ... Lucas "Luke" Jackson
- George Kennedy ... Dragline
- Strother Martin ... El Capitán
- Jo Van Fleet ... Arletta Jackson
- Joy Harmon ... Lucille
- Morgan Woodward ... Jefe/Godfrey
- Luke Askew ... Jefe Paul
- Robert Donner ... Jefe Shorty
- Clifton James ... Carr, el vigía
- Dennis Hopper as Babalugats

## Legado

Logo de la Biblioteca del Congreso de Estados Unidos, donde está preservada La leyenda del indomable.

Cool Hand Luke está preservada en el archivo de la Biblioteca del Congreso.
La película tiene varios momentos memorables, como la "escena del alquitrán" musicalizada con la famosa música del compositor argentino Lalo Schifrin, usada frecuentemente como tema de apertura de noticieros. Otro de los momentos más recordados del film es cuando el personaje de Luke apuesta que es capaz de comerse 50 huevos duros, una de las escenas por las que la película pasará a la historia. Otro elemento famoso del film fue la presencia del "personaje sexy" realizado por la actriz Joy Harmon, quien interpreta a una rubia que se dedica a caldear los ánimos de los presidiarios durante sus trabajos forzados al aire libre, mediante el uso de manguera y jabón para limpiar un coche; imágenes que inspirarían infinidad de anuncios de televisión, videoclips, parodias y homenajes en otras películas, además de ser consideradas como uno de los momentos más tórridos del cine.